# Línea 4 (Bus Guadalajara)
La línea 4 es una línea regular llamada LINEA 4 de la ciudad de Guadalajara (España). Es operada por la empresa ALSA.
Realiza el recorrido comprendido entre el Hospital Universitario y el barrio de Los Manantiales y regresando nuevamente al Hospital Universitario. Tiene una frecuencia media de 15 minutos entre el 1 de septiembre y el 31 de julio de lunes a viernes, mientras que la frecuencia media asciende a 25 minutos los sábados y domingos y del 1 al 31 de agosto debido a la época estival.

## Recorrido Ida
- L4 en c. Virgen del Amparo (Guadalajara) agosto 2021 www.autobusesbcn.es (Irisbus Iveco Citelis)Hospital

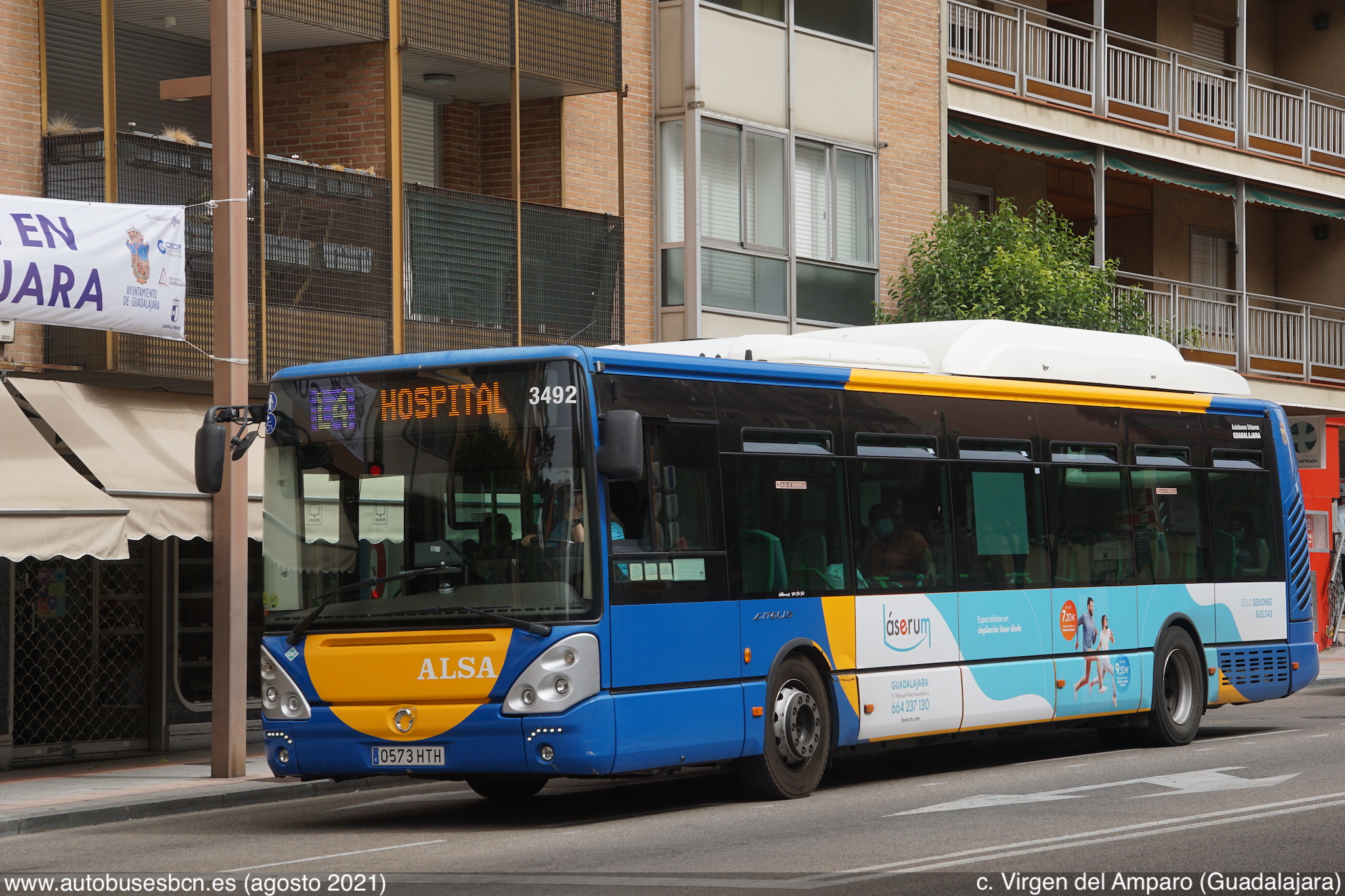
L4 en c. Virgen del Amparo (Guadalajara) agosto 2021 www.autobusesbcn.es (Irisbus Iveco Citelis)

- C/ Toledo (Antes Felipe Solano Antelo)
- C/ Francisco de Paula Barrera
- C/ Toledo (Frente Salesianos)
- C/ Toledo (Parque San Juan Bosco)
- C/ Virgen del Amparo n.º 43
- Plaza Capitán Boixareu Rivera (Entrada Concordia)
- Plaza Capitán Boixareu Rivera Nº39
- Calle Zaragoza (Junto al Nº23)
- C/ Santiano Ramón y Cajal (Concatedral Santa María)
- C/ Ingeniero Mariño n.º 40
- C/ Madrid (Después Plza. Caídos)
- C/ Madrid (Antes Paseo del Río)
- Francisco Aritio (Después C/Salvador Embid)
- Francisco Aritio (Renfe)
- Francisco Aritio (Después de c/ Regino Pradillo)
- Francisco Aritio n.º 86
- C/ Isabela n.º 2

## Recorrido Vuelta
- C/ Isabela n.º 2
- C/ Franciso Aritio n.º 111
- C/ Francisco Arito (Piscina Cubierta)
- C/ Francisco Aritio (Frente Renfe)
- C/ Francisco Aritio (Antes C/Salvador Embid)
- C/ Madrid (Antes Plaza de los Caídos)
- Avda. Ejército (Frente Palacio del Infantado)
- Avda. Ejército (Antes c/Dos de Mayo)
- C/ Dos de Mayo (Estación de Autobuses)
- C/ Hnos. Fernández Galiano n.º 6
- C/ Pedro Sanz Vázquez
- C/ Cifuentes n.º 33 (Frente Teatro Buero Vallejo)
- C/ Cifuentes n.º 5
- C/ Fernández Iparraguirre n.º 17 (Antes Plaza de Toros)
- C/ Virgen del Amparo n.º 4 (junto Iglesia San Gines)
- C/ Virgen del Amparto n.º 38
- C/ Toledo n.º 4 (Después C/ Rufino Blanco)
- C/ Toledo n.º 44 (Salesianos)
- C/ Toledo n.º 46
- Hospital